# Corades peruviana
Corades peruviana är en fjärilsart som beskrevs av Butler 1873. Corades peruviana ingår i släktet Corades och familjen praktfjärilar. Inga underarter finns listade i Catalogue of Life.